# Norrtorp, Huddinge

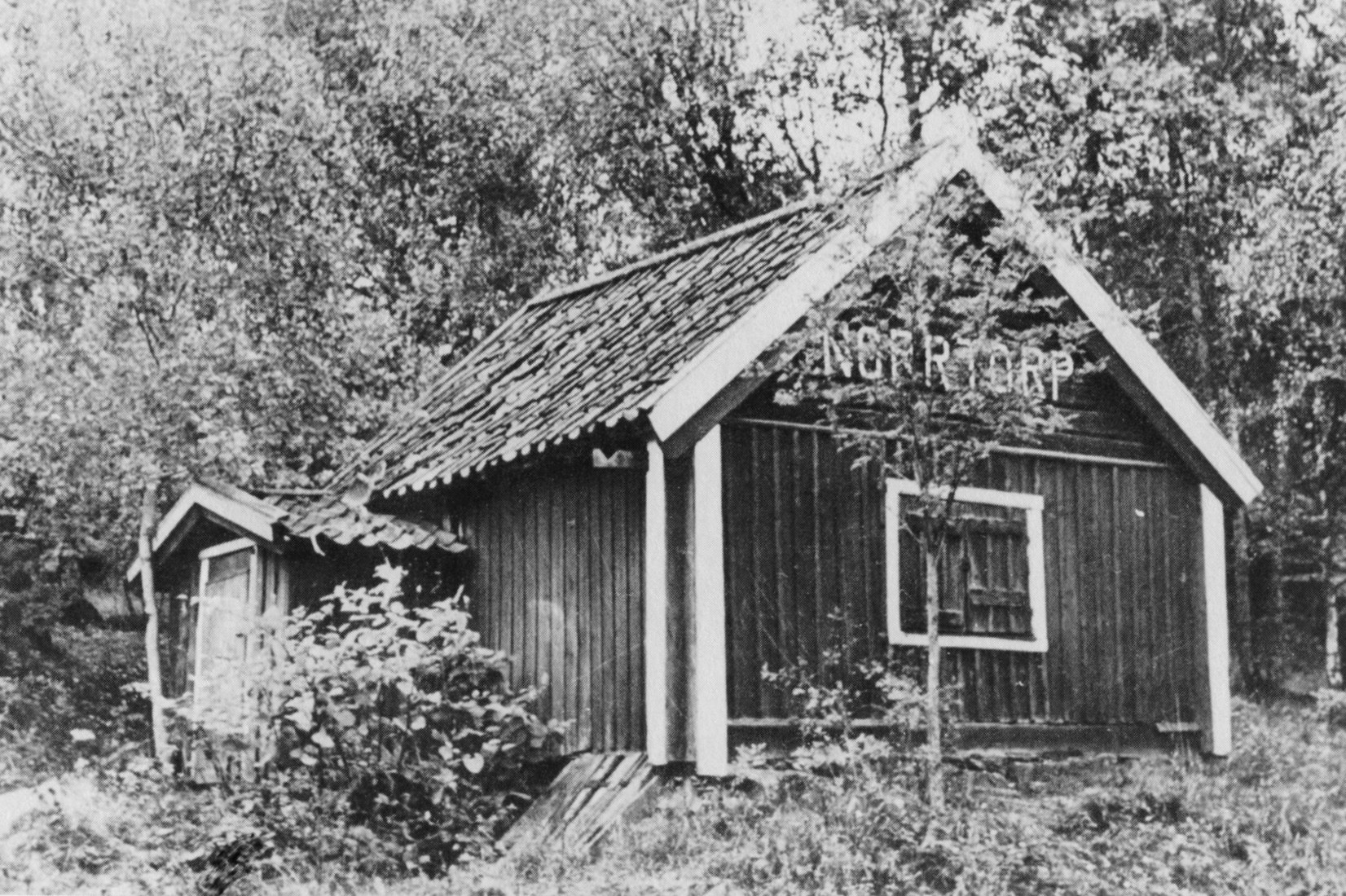
Norrtorp på 1950-talet.

Norrtorp var ett torp under Vårby säteri i nuvarande kommundelen Segeltorp i Huddinge kommun. 

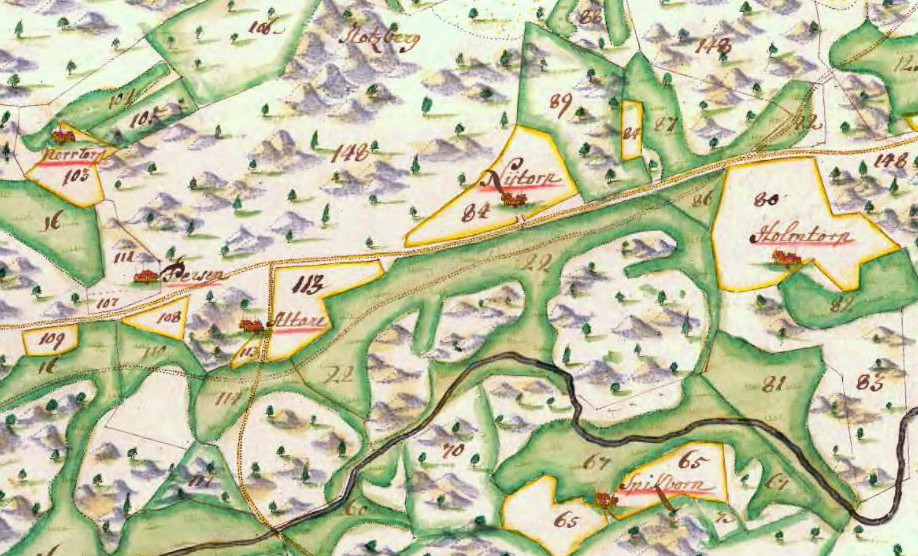
General Carta öfwer Vårby säteri 1703 med Norrtorp till vänster.

Torpet har rötter från 1600-talets början och nämns som dagsverktorp under godset Vårby gård. Norrtorp återfinns i jordeboken från 1749 som frälse och i husförhörslängderna från 1751 som torp under Vårby gård. Norrtorp och det närbelägna torpet Persien brukades tillsammans under en tid från 1840. Brukare var arrendator Anders Wahlqvist, född 1816, och hans hustru Christina Andersdotter, född 1824, deras fyra hemmavarande barn och en dräng. 
När de flyttade ut 1858 blev Norrtorp bostad för inhysta. Efter 1860 försvann Norrtorp ur husförhörslängderna. Stugan bestod av ett rum och kök och hade en invändig takhöjd av 1.60 meter. Huset revs på 1950-talet och fungerade innan dess som bland annat kennel. Torpet var beläget i nordöstra delen av Kungens kurva, vid nuvarande adressen Norrtorpsvägen.